# Overlegcentrum van Vlaamse Verenigingen
Het Overlegcentrum van Vlaamse Verenigingen of OVV is een Vlaamsgezinde pluralistische koepel van verenigingen binnen de Vlaamse Beweging die wil bijdragen aan de uitbouw van een Vlaamse identiteit op sociaal, cultureel, economisch, ecologisch, maatschappelijk en politiek vlak. Hiertoe stelt de koepel zich open voor samenwerking met andere Europese volkeren, in de eerste plaats met het Nederlandse volk. Paul Becue is de huidige voorzitter.

## Geschiedenis
In 1964 startte Clem De Ridder, toenmalig voorzitter van het Davidsfonds, een koepel waarin hij zijn culturele organisatie verbond met het Vermeylenfonds en het Willemsfonds. Die werd vervoegd door het Verbond der Vlaamse Academici, de Vlaamse Volksbeweging en het Verbond van Vlaams Overheidspersoneel en op 13 mei 1966 werd het OVV opgericht door 30 organisaties en groeide in 1968 verder aan tot 49 lidverenigingen.
In 1967 startte in de schoot van het OVV het Nationaal Komitee 5 november dat betogingen organiseerde rond de eisen Leuven Vlaams, de splitsing van de Vrije Universiteit Brussel (VUB), de verfransing van Brussel, het toepassen van de taalwetten, de afbakening van en een nationaal statuut voor Brussel. Op 4 oktober 1968 was de Katholieke Universiteit Leuven gesplitst en was een feit op 4 oktober 1968. Een paar maanden later, op 24 januari 1969, werd de VUB ook gesplitst.
In 1990 eistte het OVV autonomie voor Vlaanderen en in 1991 benadrukte de koepel dat de taalgrens een staatsgrens was, ook in Brabant. Het Sint-Michielsakkoord verankerde het federalisme in 1993 waarna de provincie Brabant in 1995 werd gesplitst in Vlaams-Brabant, Waals-Brabant en het Brussels Hoofdstedelijk Gewest. Rond 1994 herzag het OVV haar doelstellingen en pleitte voor zo veel mogelijk Vlaams zelfbestuur met inspraak in de Europese Unie. Het manifest "Vlaanderen Staat in Europa" vroeg een verregaande autonomie maar sprak zich niet uit over de vorm (confederale staatsstructuur, onafhankelijkheid (separatisme) of een verregaande federalisering). 
Enkele historische stichtende OVV-leden (waaronder het Vermeylenfonds en het Willemsfonds) verlieten de koepel omdat de nieuwe federale Belgische staat voor hen volstond. De overgebleven leden waren het er wel over eens dat Vlaanderen de volledige bevoegdheid moet krijgen (regelgevend, organisatorisch én de bijhorende fiscale bevoegdheid) over zijn eigen volksgezondheid, sociale zekerheid, onderwijs (incl. de laatste resterende Belgische bevoegdheden), wetenschapsbeleid en arbeidsmarkt.
In 1996 werd Matthias Storme voorzitter. Het OVV hield twee grote meetings onder de noemer "Vlaanderen Staat in Europa": in 1998 (Elisabethzaal, Antwerpen) en in 1999 (Heizel, Brussel). In 2000 werd Peter De Roover voorzitter en in 2001 Eric Ponette. 
In 2003 werd Boudewijn Bouckaert voorzitter. In 2004 en 2006 bracht de OVV een "lentemanifest" uit, met daarin enerzijds een stand van zaken op het communautaire vlak en anderzijds een aantal Vlaamse eisen. Het tweejaarlijkse OVV-congres van december 2005 stond in het teken van de plaats van Vlaanderen in Europa en Nieuwe Vlamingen.
In 2006 nam Renaat Roels de fakkel over. Hij startte met de campagne “Woord houden” om te lobbyen voor de in 1993 overeengekomen uitvoering van de Belgische staatshervorming tot een ‘Federatie van gemeenschappen en gewesten’.
In 2009 werd Huguette De Bleecker de eerste vrouwelijke voorzitter. Na enkele kortere mandaten nam Robrecht Vermeulen het roer over in 2011 en Willy De Waele in 2015. Andere bekende figuren zijn wijlen Ivan Mertens en Guido Moons.

## Structuur

### Voorzitters
| Tijdspanne | Voorzitter                                           | Organisatie                                                  |
| ---------- | ---------------------------------------------------- | ------------------------------------------------------------ |
| 1966-1968  | Adriaan Verhulst                                     | Willemsfonds                                                 |
| 1968-1971  | Clem De Ridder                                       | Davidsfonds                                                  |
| 1971-1972  | Aloïs Gerlo                                          | Vermeylenfonds                                               |
| 1972-1973  | Clem De Ridder                                       | Davidsfonds                                                  |
| ? - ?      | Carlo Heyman Adriaan Verhulst Aloïs Gerlo Paul Daels | Davidsfonds Willemsfonds Vermeylenfonds IJzerbedevaartcomité |
| ? - ?      | Carlo Heyman                                         | Davidsfonds                                                  |
| 1978-1979  | Aloïs Gerlo                                          | Vermeylenfonds                                               |
| 1984-1986  | Clem De Ridder                                       | Davidsfonds                                                  |
| 1986-1988  | Roland Laridon                                       | Vermeylenfonds                                               |
| 1988- ?    | Clem De Ridder                                       | Davidsfonds                                                  |
| ? - ?      | Ernest Van Buynder                                   | Willemsfonds                                                 |
| ? -1995    | Lieven Van Gerven                                    | Davidsfonds                                                  |
| 1995-1996  | Clem De Ridder                                       | Davidsfonds                                                  |
| 1996-2000  | Matthias Storme                                      | Verbond der Vlaamse Academici                                |
| 2000       | Bob Wezenbeek                                        |                                                              |
| 2000-2001  | Peter De Roover                                      | Vlaamse Volksbeweging                                        |
| 2001-2003  | Eric Ponette                                         | Verbond der Vlaamse Academici                                |
| 2003-2006  | Boudewijn Bouckaert                                  |                                                              |
| 2006-2009  | Renaat Roels                                         | Stichting Lodewijk de Raet                                   |
| 2009       | Huguette Ingelaere                                   | Forum Vlaamse Vrouwen                                        |
| 2009-2010  | Wim De Wit (ad-interim)                              |                                                              |
| 2010       | Bram Hermans                                         | Vlaamse Volksbeweging                                        |
| 2011-2014  | Robrecht Vermeulen                                   | Doktersgild van Helmont                                      |
| 2015-2020  | Willy De Waele                                       | Vlaamse Volksbeweging                                        |
| 2021       | Paul Becue (ad interim)                              | Vereniging Vlaamse Academici                                 |
| 2021-2022  | Kurt Moons                                           |                                                              |
| 2022-heden | Paul Becue                                           | Vereniging Vlaamse Academici                                 |

### Werkgroepen

#### Aktiekomitee Vlaamse Sociale Zekerheid
In 1995 werd deze werkgroep (afgekort AK-VSZ) opgericht om het standpunt van het Overlegcentrum van Vlaamse Verenigingen inzake sociale zekerheid actiegericht op de politieke agenda te zetten en in het maatschappelijk debat te brengen. De actiegroep streeft een splitsing van de Belgische sociale zekerheid in een Vlaamse en een Waalse component na.
Het AK-VSZ gaf in 2005 het boek Waar Maas en centen vloeien uit waarin ze hun opinie wetenschappelijk trachten te onderschrijven. Anno 2025 bestaat het kernbestuur uit voorzitter Karel Vermeyen, ondervoorzitter Jürgen Constandt, secretaris Erik Stoffelen, en penningmeester Wouter Opdenacker.

#### Werkgroep Taal
Deze werkgroep buigt zich over het Nederlands in het onderwijs, in de media en in het straatbeeld.

#### Werkgroep Immigratie en Integratie
Dit is de opvolger van de oudere interne Werkgroep Nieuwe Vlamingen (met een publieke) contactgroep als voornaamste activiteit. De Werkgroep Immigratie en Integratie buigt zich over het vraagstuk hoe men immigranten deel kan laten uitmaken van de Vlaamse cultuur. Hoe kunnen we vredevol samenleven met elkaar? Welk is het standpunt van de Vlaamse Beweging hierin?

#### Brussel Ook Onze Stad
In 2004 werd deze werkgroep (afgekort BOOS) opgericht om te lobbyen tegen schendingen van de taalwetgeving en andere in het statuut voor Brussel ingeschreven taal- en cultuurbeschermingen ten behoeve van de Nederlandstalige minderheid.
De organisatie heeft een nauwe samenwerking met de Vlaamse Volksbeweging en Gorik.

### Aangesloten organisaties
- Algemeen Nederlands Zangverbond (ANZ)
- Beweging Vlaanderen-Europa
- Doktersgild van Helmont
- EUVO
- Gebroeders Van Raemdonckkringen
- Halle-Vilvoorde Komitee (HAVIKO)
- IJzerwake
- Meervoud
- Michiel de Swaenkring (MDSK)
- Nationalistische Studentenvereniging (NSV) met Fratres Coniuncti als oudstudentenbond
- Vereniging Vlaamse Academici (VVA)
- VOS - Vlaamse Vredesvereniging
- Vereniging Vlaamse Reisbureaus (VVR)
- Vlaams Geneesheren Verbond (VGV)
- Vlaams Komitee Brussel
- Vlaams Komitee Druivenstreek
- Vlaams Nationaal Jeugdverbond (VNJ)
- Vlaams & Neutraal Ziekenfonds (VNZ)
- Vlaamse Koepel Beweging
- Vlaamse Actieve Senioren (VL@S)
- Vlaamse Volksbeweging (VVB)
- Volk in Nood
- Vormingsinstituut Wies Moens
- Voorpost